# Матпа
Матпа (туманные люди) — народ в Бутане.

## Описание
Матпа относятся к южной группе тибетских народов. Этот народ обитает в восточной части дзонгхага (провинции) Монгар в деревнях Тсаманг и Тсакалинг и в дзонгхаге Лхунце в селе Курмет. Население их составляет около 30 000 или 20000 человек.

### Язык
Язык народа Матпа называется Чокангака-кха близкий к Дзонг-кэ.

### Религия
Народ Матпа являются последователями тибетского буддизма.